# 괴물의 신부
《괴물의 신부》(영어: Bride of the Monster)는 미국에서 제작된 1955년 독립 SF 공포 영화이다. 에드 우드가 연출, 공동 각본, 제작을 맡고, 벨라 루고시 등이 출연하였다.

## 출연진
- 벨라 루고시
- 토어 존슨
- 토니 매코이
- 로레타 킹
- 하비 B. 던
- 조지 베쿼
- 폴 마코
- 돈 네이글
- 버드 오즈번
- 존 워런
- 덜로리스 풀러
- 윌리엄 “빌리” 베네딕트
- 벤 프로머

## 기타 제작진
- 협력 제작: 토니 매코이